# Conceição do Lago-Açu
Conceição do Lago-Açu är en kommun i Brasilien.   Den ligger i delstaten Maranhão, i den nordöstra delen av landet, 1 400 km norr om huvudstaden Brasília. Antalet invånare är 14 428.
Omgivningarna runt Conceição do Lago-Açu är huvudsakligen savann. Runt Conceição do Lago-Açu är det glesbefolkat, med 11 invånare per kvadratkilometer.